# Bassirou Compaoré
Bassirou Compaoré, né le 23 avril 1998 au Ouagadougou, est un footballeur international burkinabé évoluant au poste de attaquant au Club africain.

## Biographie

### En équipe nationale
Il reçoit sa première sélection en équipe du Burkina Faso le 21 mai 2017, en amical contre le Bénin (match nul 2-2).